# Agrotis buchholzi
Agrotis buchholzi är en fjärilsart som beskrevs av Barnes och Benjamin 1929. Agrotis buchholzi ingår i släktet Agrotis och familjen nattflyn. Inga underarter finns listade i Catalogue of Life.